# Augusto Casali
Augusto Casali (* 14. April 1949 in San Marino) ist ein san-marinesischer Politiker.

## Leben
Casali war von 1985 bis 1987 Generalsekretär des Partito Socialista Democratico Sammarinese, der später im Partito Socialista Sammarinese aufging, dessen Generalsekretär Casali von 1999 bis 2002 war. Im November 2003 gehörte er zu den Gründern des Partito Socialista Nuova San Marino, 2005 rief er die Nuovo Partito Socialista  ins Leben und wurde ihr politischer Generalsekretär. 2012 vereinigte sich die NPS mit dem Partito Socialista Riformista Sammarinese zum Partito Socialista. Casali war von April 2013  bis März 2015 Parteivorsitzender.
Casali wurde 1988 erstmals in den Consiglio Grande e Generale, das Parlament San Marinos, gewählt. In den folgenden Wahlen 1993, 1998, 2001, 2006 und 2008 wurde er wiedergewählt. Bei den Parlamentswahlen 2012 kandidierte er auf der Liste des Partito Socialista, der sieben Parlamentssitze errang und verfehlte auf Platz 8 den Einzug ins Parlament. Nach dem Rücktritt von Rossano Fabbri rückte Casali am 26. April 2016 ins Parlament nach. Obwohl auf der Liste des Partito Socialista gewählt, gehörte er dem Parlament als Unabhängiger an und beteiligte sich an der Gründung des „Politisch-kulturellen Laboratoriums“  Nuova San Marino. Im September 2016 schloss sich NSM mit der Alleanza Nazionale Sammarinese und den Moderati Sammarinese zur Rinascita Democratica Sammarinese (RDS) zusammen. Bei den Wahlen vom 20. November 2016 kandidierte Casali auf der Liste der RDS, die mit 1,6 % der Stimmen den Einzug ins Parlament verfehlte.
Von Mai bis Juni 2002 war er Justizminister (Segretario di Stato per la Giustizia, i Rapporti con le Giunte di Castello, l’Azienda Autonoma di Stato di Produzione e l’Azienda Autonoma di Stato per i Servizi Pubblici), anschließend bis Dezember 2002 Außenminister (Segretario di Stato per gli Affari Esteri, Emigrazione e Immigrazione). 2008 wurde er im Kabinett des Patto per San Marino erneut Justizminister (Segretario di Stato per la Giustizia, l’Informazione, Ricerca e Rapporti con le Giunte di Castello). Am 16. Juli 2012 erklärten Casali und Bildungsminister Romeo Morri ihren Rücktritt, die dadurch ausgelöste Regierungskrise führte zu den vorgezogenen Neuwahlen vom November 2012.
Casali ist verheiratet und Vater einer Tochter.